# Sân vận động Masan
Sân vận động Masan (tiếng Hàn Quốc: 마산종합운동장) là một sân vận động đa năng ở Changwon, Hàn Quốc. Sân vận động có sức chứa 21.484 người. Sân được khánh thành vào năm 1982 và có nhà thi đấu, hồ bơi trong nhà, và sân quần vợt. Sân hiện đang được sử dụng chủ yếu cho các trận đấu bóng đá.
Sân vận động đã bị phá hủy vào năm 2016.

## Hình ảnh

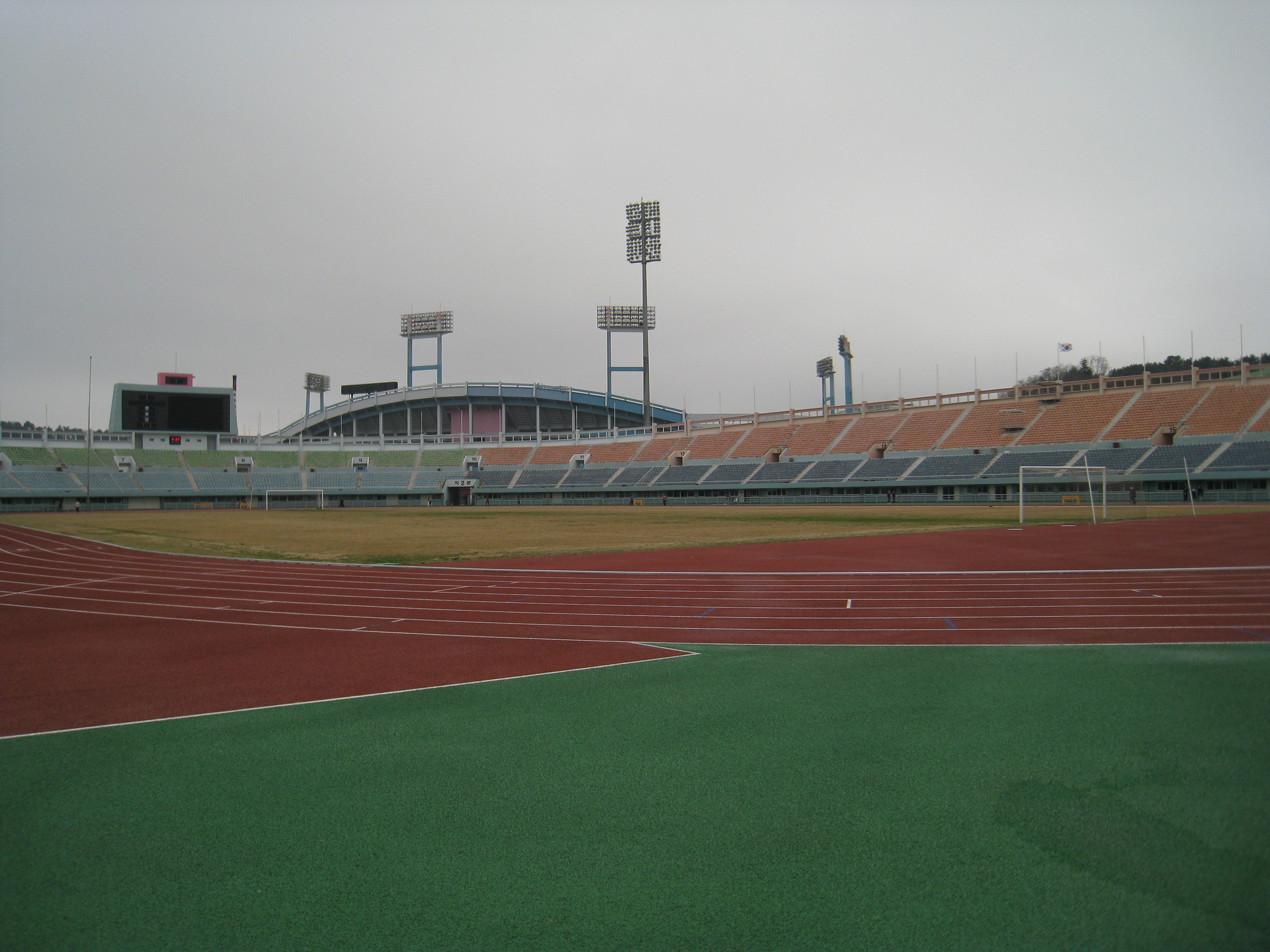
Sân vận động Masan
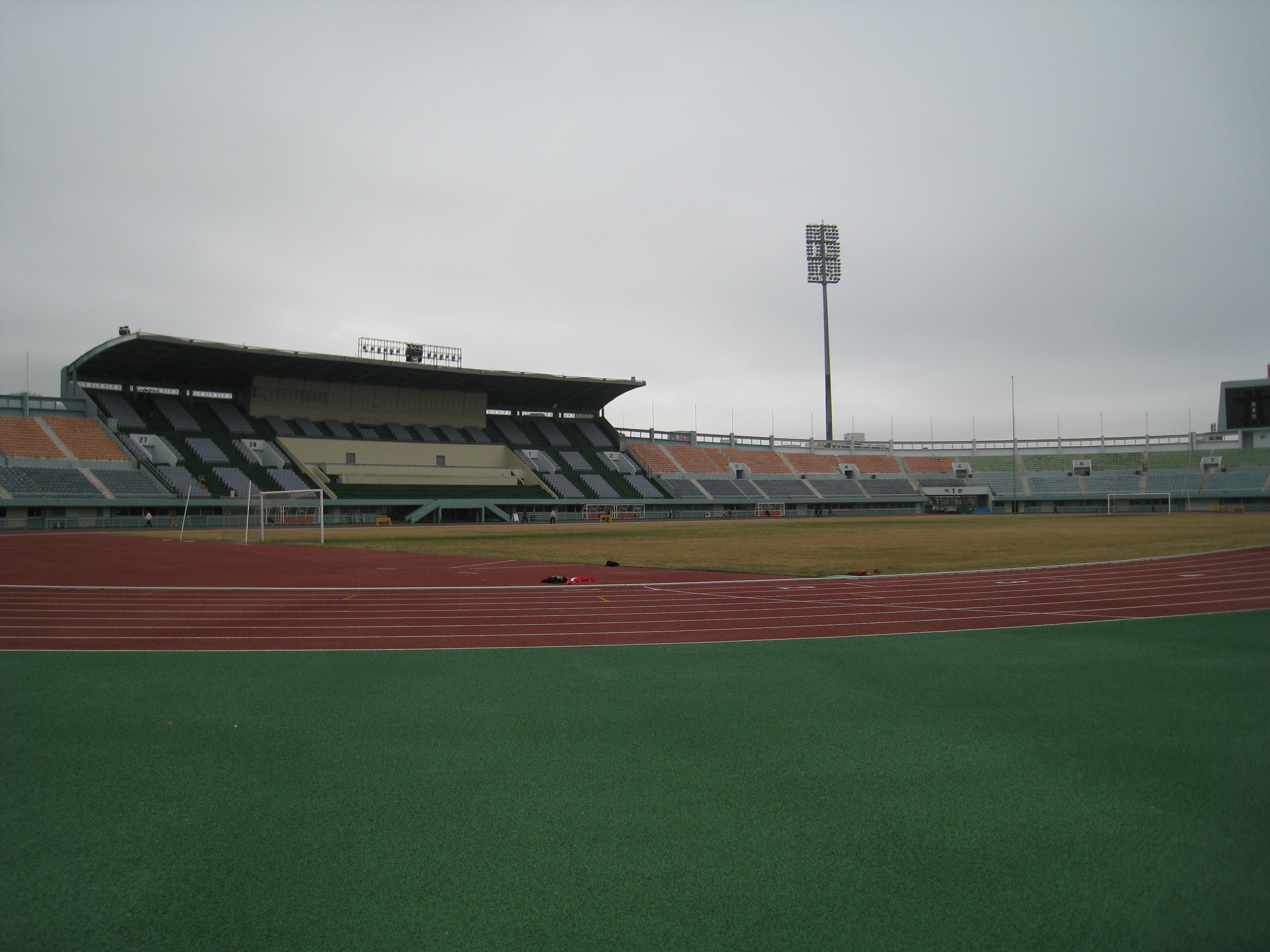
Sân vận động Masan